# Volkswagen K70
Volkswagen K70 — чотиридверний передньоприводний седан з переднім розташуванням двигуна, що розроблений компанією NSU Motorenwerke і продавався в 1970—1975 роках під брендом Volkswagen, оскільки компанія Volkswagen в 1969 році придбала марку NSU.

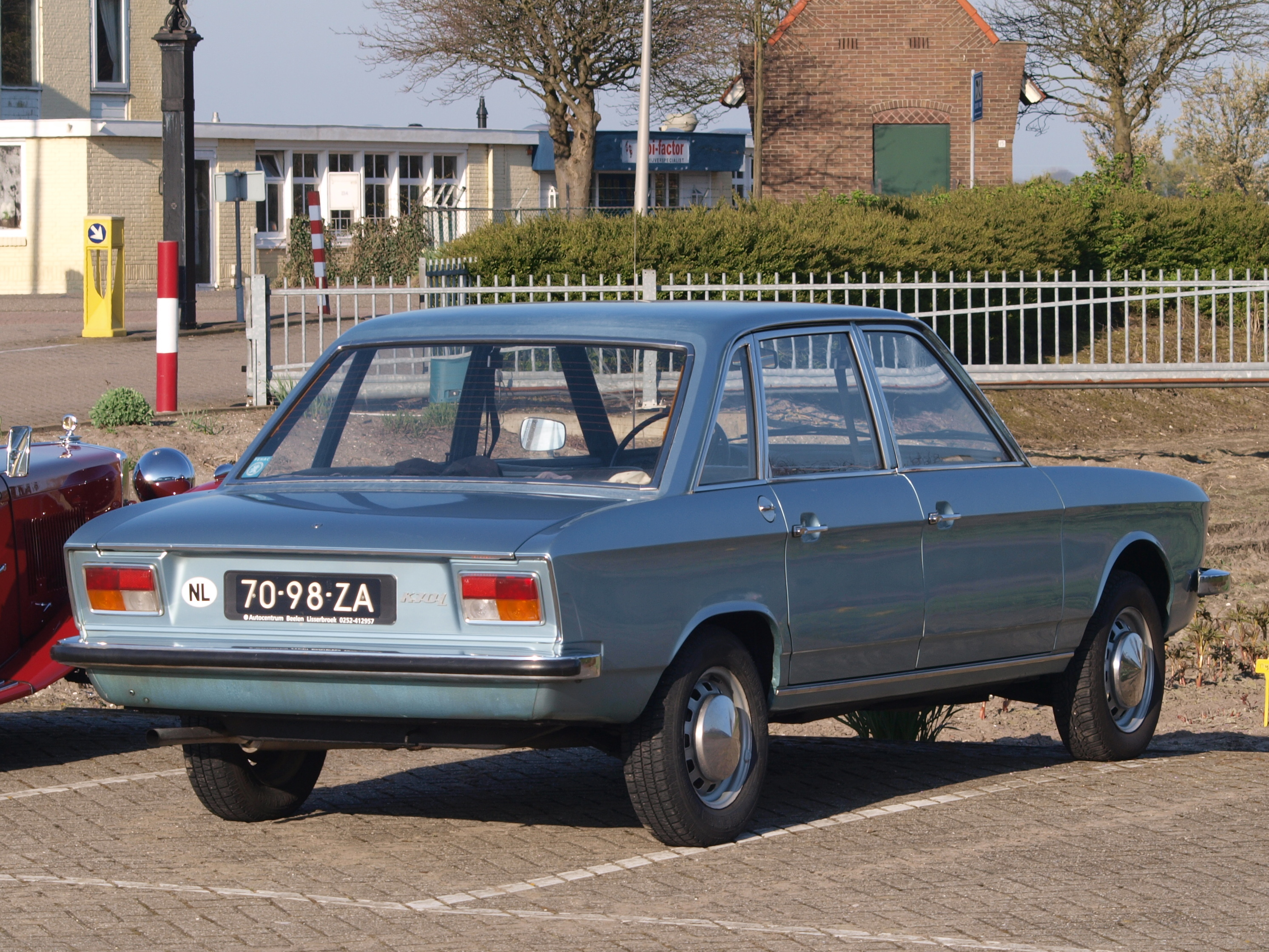

Автомобіль розроблений головним інженером NSU Уолдом Пракслом і дизайнером Клаусом Люті на додаток до NSU Ro 80. Він став першим Volkswagen з переднім встановленим двигуном водяного охолодження об'ємом 1,6 л (75/90 к.с.) або 1,8 л (100 к.с.) і переднім приводом. На ринку він конкурував з Volkswagen 411/412 і Audi 100, що позначилось на продажах, всього виготовлено 211 127 автомобілів.

## Історія
Вперше автомобіль Volkswagen K70 був представлений у березні 1969 року на Женевському автосалоні . Автомобіль вироблявся на заводі NSU Motorenwerke, де отримав назву NSU K70. Автомобіль був покликаний замінити NSU Ro 80 .
26 квітня 1969 року заводи NSU Motorenwerke і Volkswagen  об'єдналися, і автомобіль отримав назву Volkswagen K70 .
До 1975 року автомобіль вироблявся паралельно з Volkswagen Passat .

## Двигуни
- 1.6 L I4 75 к.с.
- 1.6 L I4 90 к.с.
- 1.8 L I4 100 к.с.